# Dolganen
De Dolganen (Dolgaans: Долган Dolgan, Тыа-кихи, Tya-kichi, Jakoets: Саха, Sacha, Russisch: долганы, dolgany) zijn een Turkse bevolkingsgroep die zich enkele honderden jaren geleden heeft gevestigd op het schiereiland Tajmyr in Noord-Siberië. Zij spreken de gelijknamige Turkse taal Dolgaans. Ze noemen zichzelf: Dolganes, Tya-Kichi of Sacha (Russisch: долган, тыа-кихи, саха)
Bij de volkstelling gehouden in 1989 in de toenmalige Sovjet-Unie gaven 6945 mensen zich op als behorend tot deze Turkse volksstam. Bij de Russische volkstelling van 2002 was dit aantal in Rusland gestegen tot 7261, waarvan 5517 in Tajmyr (de Oekraïense volkstelling van 2001 telde 26 Dolganen, waarvan 4 Dolgans spraken). Bij de volkstelling van 2010 bedroeg hun aantal 7.885.
Van hen gaven 1054 personen op Dolgans te spreken.
Waren zij oorspronkelijk nomaden, levend van de jacht op rendieren, wolven, poolvossen en visserij en ook rendieren als vee houdend, tegenwoordig heeft het overgrote deel van de Dolganen zich in dorpen gevestigd en leven nog maar enkele honderden (2000) een nomadisch bestaan op de toendra.
De Dolganen worden gerekend bij de met uitsterven bedreigde volkeren. Rassenkundig worden de Dolganen ingedeeld bij de Siberische of Noord-Turkse volkeren. Tot hun naaste verwanten rekenen de Dolganen de Jakoeten.
De meeste Dolganen zijn Russisch-orthodox. Maar ook het oude sjamanistische geloof leeft nog bij hen voort.
Abazijnen ·
Abchaziërs ·
Achvachen ·
Adygeeërs ·
Aino ·
Aleoeten ·
Aljoetoren ·
Altaj (Oirot) ·
Andi ·
Armeniërs ·
Avaren ·
Azerbeidzjanen·
Balkaren ·
Baraba ·
Basjkieren ·
Bergjoden ·
Boerjaten ·
Chakassen ·
Chanten ·
Chinezen ·
Dargienen ·
Dolganen ·
Enetsen ·
Evenen ·
Evenken ·
Georgiërs ·
Grieken ·
Ingoesjen ·
Ingriërs ·
Itelmenen ·
Jakoeten ·
Joden ·
Joekagieren ·
Joepiken ·
Kabardijnen ·
Kalmukken ·
Kamtsjadalen ·
Karatsjajers ·
Kareliërs ·
Kazachen ·
Kereken ·
Ketten ·
Komi ·
Koreanen ·
Korjaken ·
Korjo-saram ·
Krim-Tataren ·
Lezgiërs ·
Mansen ·
Mari (Tsjeremissen) ·
Meschetische Turken ·
Mordwienen ·
Nanai ·
Negidalen ·
Nenetsen (Joeraken) ·
Nganasanen ·
Nivchen (Giljaken) ·
Nogai ·
Oedegen ·
Oedmoerten ·
Oekraïners ·
Oeltsjen ·
Oezbeken ·
Oroken ·
Orotsjen ·
Osseten ·
Polen ·
Pomoren ·
Rusland-Duitsers (inclusief Wolga-Duitsers) ·
Russen ·
Samen (Lappen) ·
Selkoepen ·
Sjoren ·
Sojoten ·
Tabassaranen ·
Perzen (Tadzjieken) ·
Taten ·
Teleoeten ·
Tofalaren ·
Tsachoeriërs (Caxur) ·
Tsjerkessen ·
Tsjetsjenen (Noxchi) ·
Tsjoektsjen ·
Tsjoelymen ·
Tsjoevanen ·
Tsjoevasjen ·
Turkmenen ·
Toevanen ·
Wepsen ·
Belarussen (Wit-Russen) ·
Wolga-Tataren ·
Woten